# Гай Анний Ануллин
Гай А́нний Анулли́н (лат. Gaius Annius Anullinus) — римский государственный деятель конца III века — начала IV века, консул 295 года. Происходил из африканских провинций, сделал долгую карьеру, занимая различные гражданские должности.

## Биография

### Происхождение
Гай Анний Ануллин был выходцем из Африки и исповедовал язычество. Предположительно, он является сыном сенатора Ануллина, чьим вольноотпущенником был будущий император Диоклетиан. Авторы Prosopography of the Later Roman Empire полагают, что Гай был потомком консула-суффекта Гая Анния Ануллина Гемина Перценниана. Историк Дэвид Поттер называет Ануллина ведущей фигурой городской аристократии Рима.

### Карьера
О карьере Ануллина до консульства нет никаких сведений. В 295 году он занимал должность ординарного консула вместе с Нуммием Туском. С 1 июля 302 года по 1 июля 305 года Ануллин находился на посту проконсула провинции Африка. В этом качестве он контролировал исполнение эдиктов против христиан, изданных императором Диоклетианом. Ануллин путешествовал по вверенной ему провинции, останавливаясь в городах и проводя там судебные заседания, обеспечивая реализацию антихристианского законодательства. По его приказу был казнён Феликс, епископ Тибиуки, который отказался передать копии христианских писаний властям. Кроме того, Ануллин осуществлял надзор за приведением в исполнение приговора в отношении Абитинских мучеников, а также приказал казнить Криспину из Тагары после председательствования на суде, где она отказалась принести жертву римским богам. Можно отметить, что Ануллин вынес приговор по делу трех дев из Тубурги, и, возможно, Перпетуи. Однако, в конечном счете Ануллин пытался сохранить некоторый баланс, доказывая императорскому двору свою приверженность предписаниям эдиктов и в то же время убеждая местное население, что он делает свою работу лишь в ограниченных и необходимых масштабах, не так рьяно, чтобы это оказало влияние на мирную жизнь провинции.
Несмотря на это, после того, как гонения закончились, памятники и здания, возведенные Ануллином во время своего пребывания на посту проконсула, были намеренно испорчены местными христианами.
Вскоре после окончания проконсульских полномочий Ануллин был назначен префектом Рима (Зосим неправильно называет его префектом претория) и занимал эту должность с 19 марта 306 года по 27 августа 307 года. Несмотря на то, что он получил свой пост благодаря императору Флавию Северу, он в конце концов предал его и сговорился с префектом претория и трибуном городских когорт Лукианом, чтобы оказывать поддержку узурпатору Максенцию. Позднее Максенций назначил Ануллина городским префектом во второй раз, по-видимому, для того, чтобы заручиться его поддержкой в предстоящем столкновении со своим соперником Константином I. Ануллин занимал эту должность с 27 октября по 29 ноября 312 года. Он стал префектом всего за день до поражения Максенция в битве у Мульвийского моста и приветствовал Константина, когда тот вошел в Рим на второй день его управления городом. Ануллин оставался префектом при Константине в течение всего ноября.
В одной из надписей, относящейся, по всей видимости, к эпохе правления Максенция, Ануллина называют третьим среди сенаторов, внесших 600 тысяч сестерциев для постройки здания, что говорит о его богатстве. Возможно, его сыном был проконсул Африки в 313 году Ануллин.